# Tabernacle de Salt Lake City
Pour les articles homonymes, voir Tabernacle.
Le Tabernacle de Salt Lake City, également nommé Tabernacle mormon, est un bâtiment de l'Église de Jésus-Christ des saints des derniers jours, situé place du Temple (Temple Square) à Salt Lake City, capitale de l'Utah. Jusqu'en 2000, date d'achèvement du Centre de conférence c'est là qu'avait lieu la conférence générale semestrielle de l'Église. Le Chœur du Tabernacle mormon s'y exerce et y chante régulièrement. La salle peut accueillir environ 5 000 personnes.
La construction du tabernacle a été commencée en 1864 et s'est achevée en 1867. Il a été conçu de façon qu'un orateur pût être entendu de chacun des participants à une époque où amplificateurs et haut-parleurs n'existaient pas encore. Avec ses 11 623 tuyaux l'orgue du Tabernacle mormon compte parmi les 20 plus grands du monde.[réf. nécessaire]
Utilisé pour la première fois en 1867, l'acoustique permet que d'une extrémité du bâtiment on peut entendre clairement tomber une épingle à l'autre extrémité, soit une distance de 75 mètres.[réf. nécessaire] C'est également au Tabernacle de Salt Lake City qu'ont lieu les répétitions hebdomadaires du Chœur du Tabernacle.
Le tabernacle est inscrit comme National Historic Landmark et National Historic Civil Engineering Landmark.
De janvier 2005 à mars 2007, il a été rénové avant une nouvelle consécration le 31 mars 2007 par le président Gordon B. Hinckley.

## Galerie

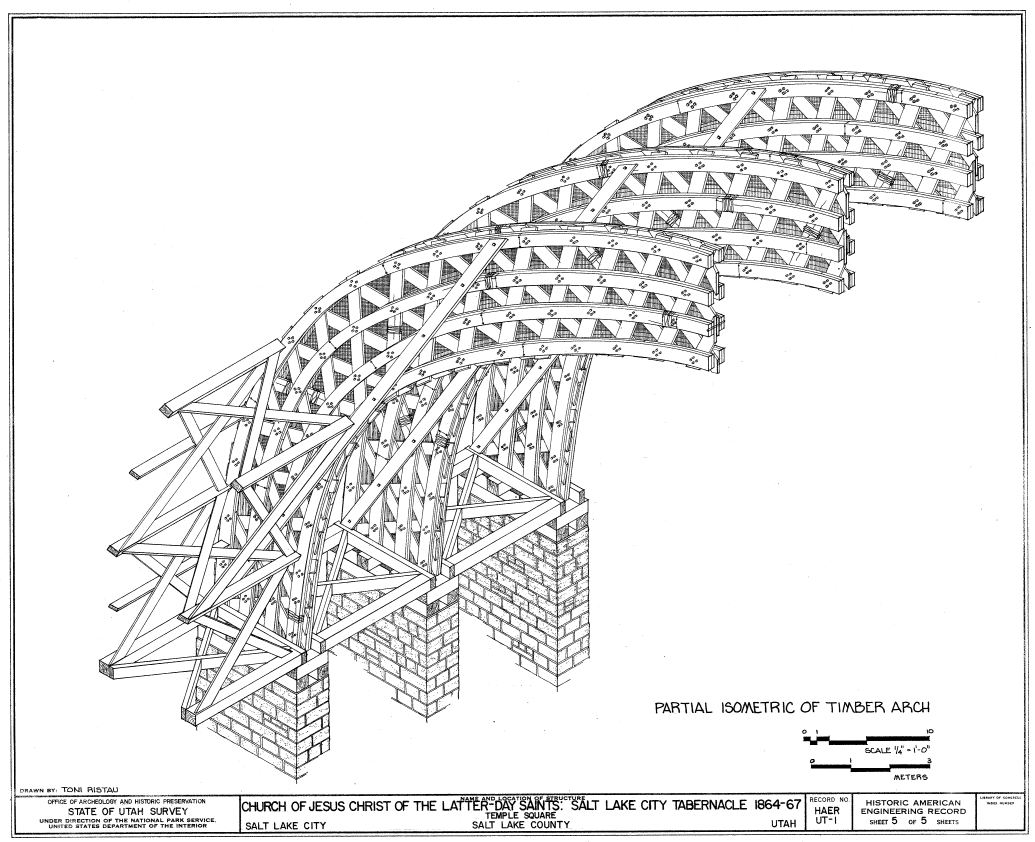
Le Tabernacle, plan de la coupole.
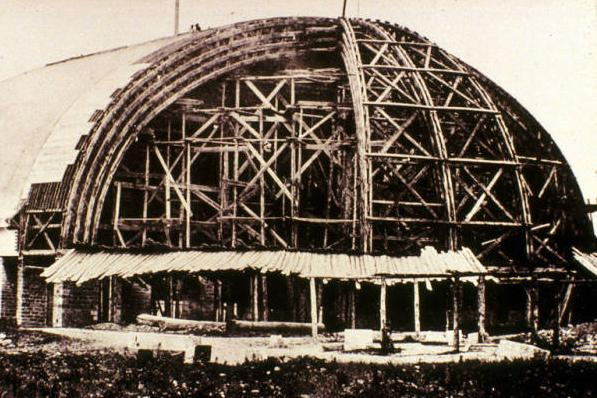
Tabernacle en construction.
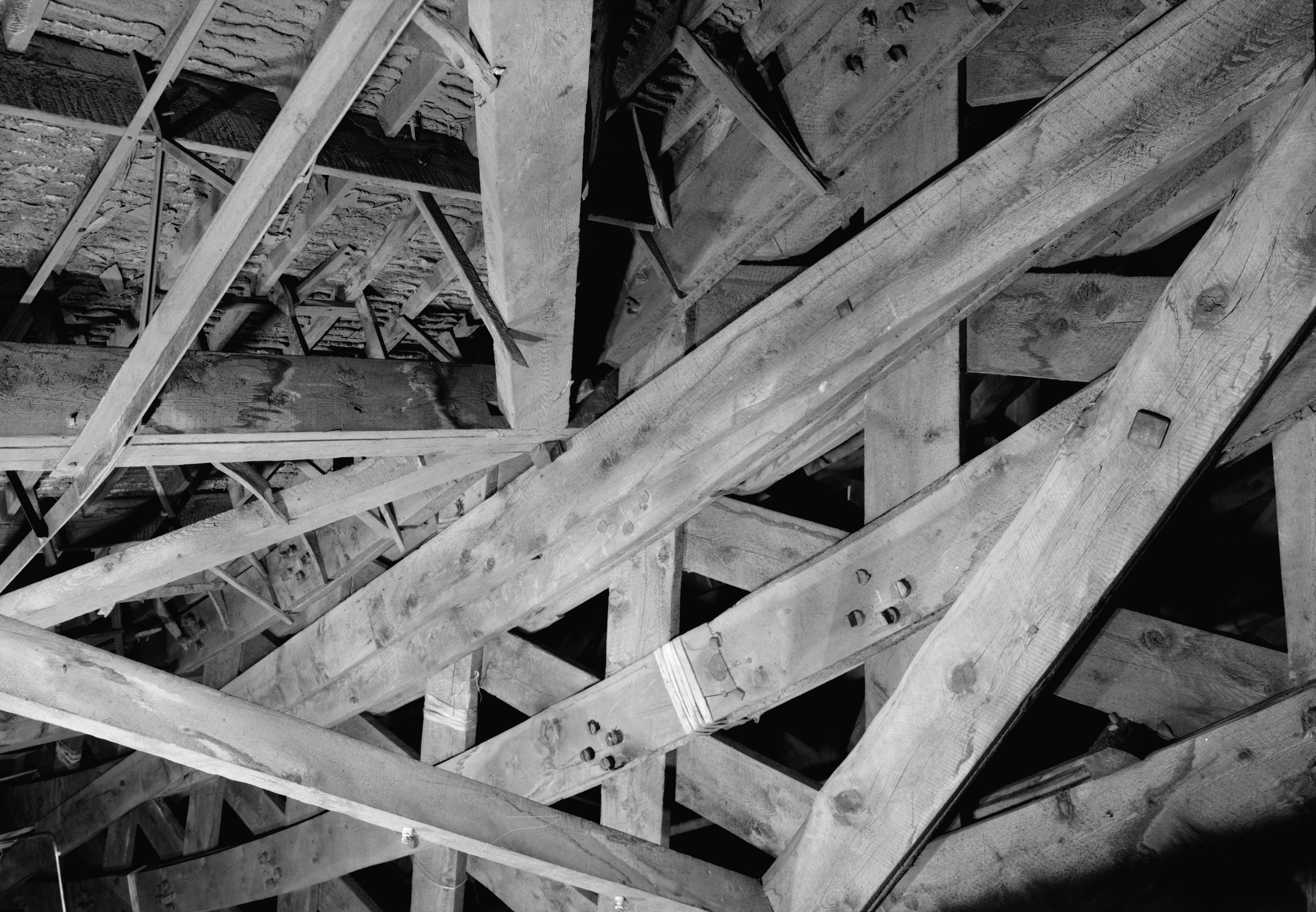
Charpente du Tabernacle.
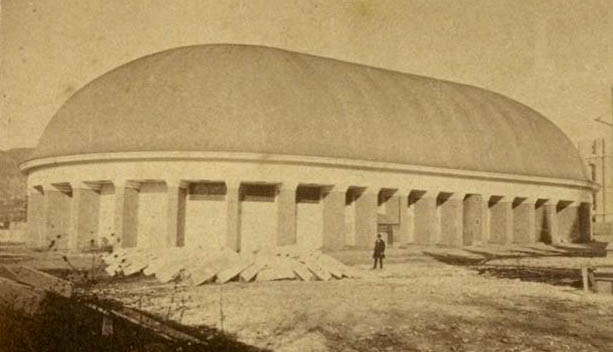
Le Tabernacle en 1870.
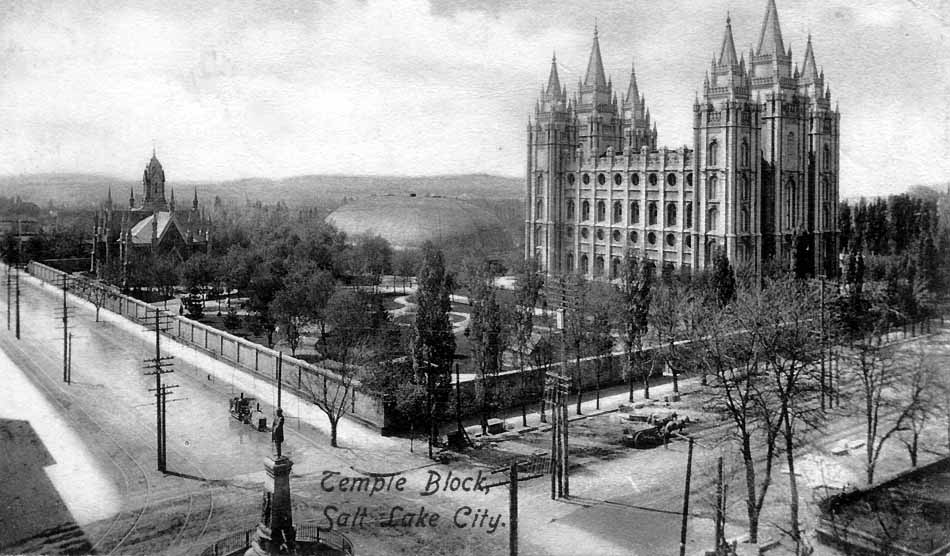
Le Tabernacle et le Temple à Temple Square, 1890.
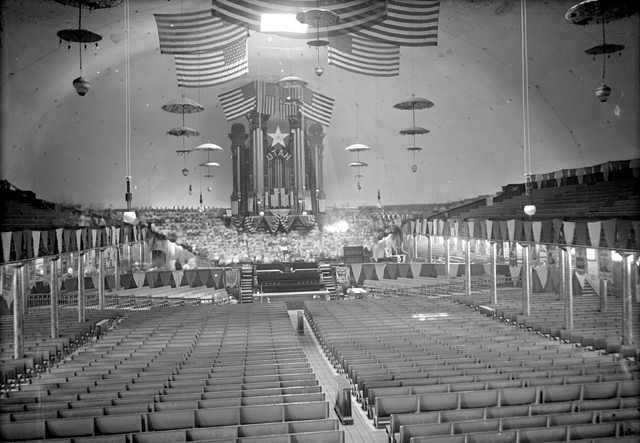
Intérieur du Tabernacle en 1897.
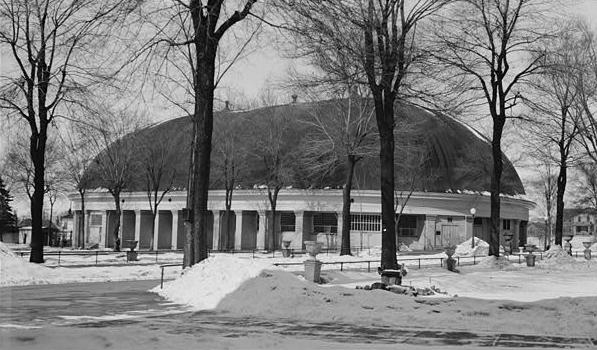
Extérieur du Tabernacle en 1937.
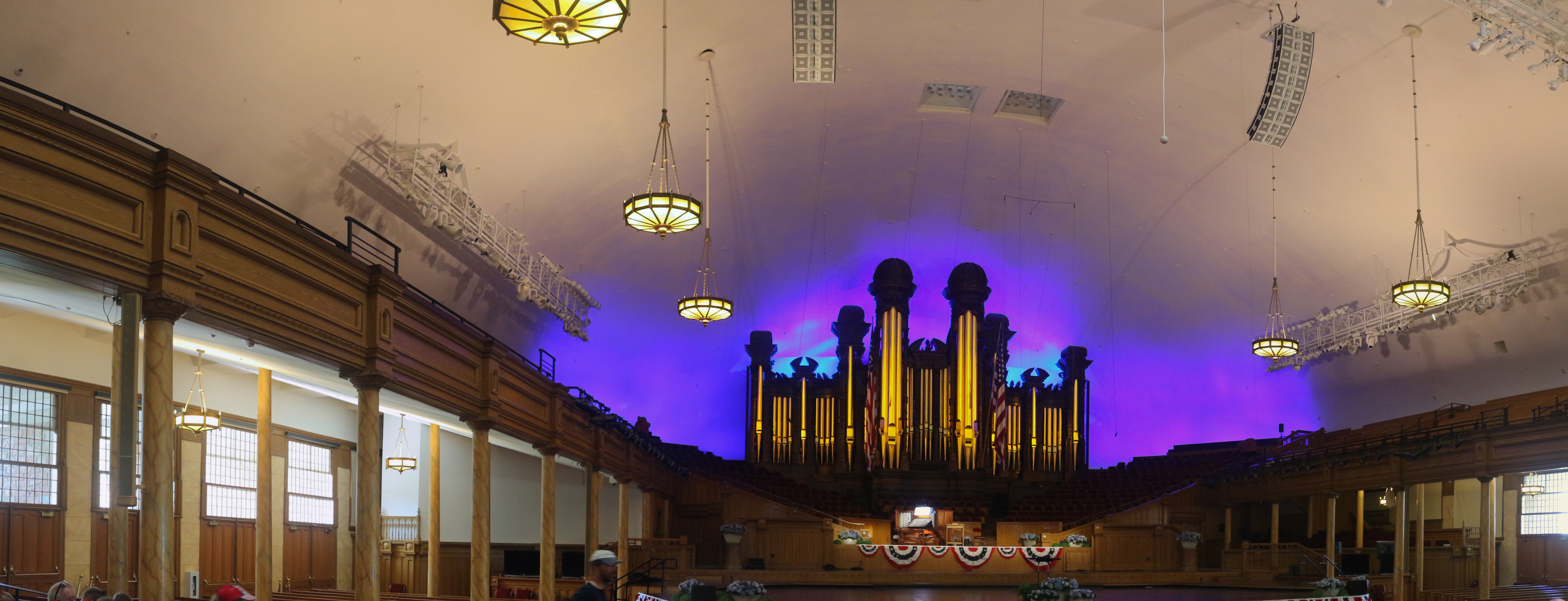
L'orgue du Tabernacle de Salt Lake City.